# Физиологическая роль 5-HT1A-рецептора
Серотониновые рецепторы подтипа 5-HT1A играют в организме человека и животных множество очень важных физиологических ролей. Они являются наиболее распространённым в мозгу и периферических тканях подтипом серотониновых рецепторов, что подчёркивает их важную физиологическую роль.

## Эффекты 5-HT1A-рецептора в центральной нервной системе
Рецепторы подтипа 5-HT₁A вовлечены в нейромодуляцию (модуляцию активности центральной нервной системы). В частности, активация этих рецепторов агонистами приводит к снижению артериального давления и урежению частоты сердечных сокращений благодаря центральным механизмам действия, а также благодаря индуцированию периферической вазодилатации и за счёт стимуляции активности блуждающего нерва. Эти эффекты являются результатом активации 5-HT₁A-рецепторов, находящихся в сосудодвигательном (прессорном) центре продолговатого мозга, в его рострально-вентролатеральной части. Симпатолитическое гипотензивное лекарство урапидил является не только антагонистом α₁-адренорецепторов и агонистом α₂-адренорецепторов, но и агонистом 5-HT₁A-рецепторов. И было показано, что его свойства как агониста 5-HT₁A-рецепторов привносят свой вклад в его гипотензивный эффект. Вазодилатация поверхностных сосудов кожи через активацию центральных 5-HT₁A-рецепторов увеличивает теплоотдачу (отдачу тепла) с поверхности тела и тем самым способствует снижению температуры тела.
Активация центральных 5-HT₁A-рецепторов вызывает либо усиление, либо ослабление выделения норадреналина в голубоватом пятне, в зависимости от вида животного — у человека и других приматов ослабление, у крыс и других грызунов — усиление. А нисходящие норадренергические влияния из голубоватого пятна модулируют активность постсинаптических α₂-адренергических рецепторов в глазодвигательных ядрах Эдингера-Вестфаля, а те, в свою очередь, через симпатические волокна глазодвигательных нервов передают команды цилиарным мышцам глаз. Таким образом, стимуляция центральных 5-HT₁A-рецепторов у человека и других приматов приводит к ослаблению норадренергической нейротрансмиссии в глазодвигательных ядрах Эдингера-Вестфаля и к сужению зрачка (миозу), а у крыс и других грызунов — к усилению норадренергической нейротрансмиссии в ядрах Эдингера-Вестфаля и к расширению зрачков (мидриазу).
Агонисты 5-HT₁A-рецепторов, такие, как буспирон и флезиноксан проявляют эффективность в уменьшении симптомов тревоги и депрессии. Буспирон и тандоспирон разрешены к применению для этих целей в разных странах мира. Другие агонисты 5-HT₁A-рецепторов, такие, как гепирон, флезиноксан, флибансерин, или налузотан находятся на различных стадиях разработки и исследования (либо разрабатывались и исследовались в прошлом, но разработка была по тем или иным причинам прекращена), однако на данный момент ни один из них ещё не закончил полный цикл разработки и исследований и не получил разрешения на клиническое применение у человека. Некоторые из атипичных антипсихотиков, такие, как арипипразол также являются парциальными агонистами 5-HT₁A-рецепторов и иногда используются в малых дозах в качестве средств для аугментации (усиления действия, потенцирования) стандартных антидепрессантов, в частности СИОЗС, ТЦА.
Десенситизация 5-HT₁A- пресинаптических ауторецепторов и усиление активности постсинаптических 5-HT₁A-рецепторов в результате вызванного теми или иными механизмами повышения общего содержания серотонина в синапсах мозга (будь то повышение биосинтеза серотонина под влиянием препаратов лития или под влиянием усиленного поступления в организм прекурсоров серотонина — триптофана или 5-гидрокситриптофана, или блокада обратного захвата серотонина при применении СИОЗС, ТЦА, или блокада разрушения серотонина ферментом моноаминоксидазой при применении ИМАО, или блокада пресинаптических «тормозных» α₂-гетероадренорецепторов на серотониновых нейронах при применении миртазапина и др.) — считается одним из важных механизмов реализации антидепрессивного действия всех вышеперечисленных соединений, как лекарств, так и пищевых добавок. В дополнение к этому, некоторые антидепрессанты, такие, как тразодон, нефазодон, вилазодон, вортиоксетин — обладают прямым и непосредственным 5-HT₁A-агонистическим действием, что, вероятно, также вносит свой вклад в их антидепрессивную активность, наряду с блокадой обратного захвата моноаминов и другими эффектами.
Также считается, что активация 5-HT₁A-рецепторов и сопряжённое с ней усиление секреции окситоцина, по всей вероятности, играет важную роль в реализации «просоциального» (социализирующего), быстрого антидепрессивного, анксиолитического и эйфоризирующего эффекта агентов, вызывающих выброс серотонина, таких, как МДМА.
Рецепторы подтипа 5-HT₁A в дорсальной части ядер шва ко-локализованы (находятся рядом на одних и тех же клетках) с NK₁-рецепторами (рецепторами к нейрокинину-1, также называемому субстанцией P). Было показано, что 5-HT₁A-рецепторы способны угнетать выделение NK₁ из пептидергических нейронов, а также понижать чувствительность NK₁-рецепторов к их эндогенному лиганду. А уменьшение опосредованной NK₁ нейротрансмиссии, в свою очередь, вторично уменьшает норадренергическую нейротрансмиссию в соответствующих областях мозга. А опосредованная NK₁ нейротрансмиссия принимает участие в регуляции тошноты и рвоты, болевой чувствительности, а также возбуждения и тревоги. В результате, в дополнение к антидепрессивному и анксиолитическому эффектам, активация 5-HT₁A-рецепторов при помощи агонистов приводит также к противорвотному эффекту и анальгетическому эффекту,. Все или часть этих эффектов могут полностью или частично зависеть от угнетения активированными 5-HT₁A-рецепторами опосредованной NK₁ нейропередачи. И наоборот, новейшие NK₁-антагонисты, которые в основном используются в настоящее время как противорвотные средства для лечения тошноты и рвоты при лучевой терапии и химиотерапии злокачественных опухолей, в последнее время исследуются также как потенциальные новые агенты для лечения тревоги и депрессии, а также болевых синдромов.
Показано, что активация 5-HT₁A-рецепторов способна повышать выделение дофамина в медиальной префронтальной коре, стриатуме и гиппокампе. Эти эффекты могут оказаться полезными для улучшения состояния больных с шизофренией и болезнью Паркинсона. Как уже упоминалось выше, некоторые из атипичных антипсихотиков являются парциальными агонистами 5-HT₁A-рецепторов. Было показано, что это свойство повышает их клиническую эффективность при шизофрении, особенно в отношении негативной, когнитивной и депрессивной симптоматики, и повышает их «атипичность» (уменьшает вероятность экстрапирамидных побочных явлений).
Усиление дофаминергической нейротрансмиссии в этих областях мозга может также играть важную роль в реализации антидепрессивного и анксиолитического эффектов, наблюдаемых при активации постсинаптических 5-HT₁A-рецепторов (напрямую, как при применении агонистов 5-HT₁A-рецепторов, или косвенно через повышение уровня серотонина, как при применении антидепрессантов, лития, прекурсоров серотонина).
Было показано, что активация 5-HT₁A-рецепторов может нарушать некоторые функции памяти (это касается как декларативной, так и не-декларативной памяти) и способность к обучению (вследствие нарушения работы механизмов кодирования и хранения новой информации в памяти), за счёт ингибирования высвобождения глутамата и ацетилхолина в различных областях мозга. Возможно, что этот эффект лежит в основе иногда наблюдаемого неблагоприятного влияния антидепрессантов на память. В то же время известно, что активация 5-HT₁A-рецепторов способна улучшать когнитивные функции, ассоциирующиеся с префронтальной корой (и нарушенные при шизофрении и при депрессиях), вероятно, вследствие повышения содержания в префронтальной коре дофамина и ацетилхолина. И напротив, было показано, что антагонисты 5-HT₁A-рецепторов, такие, как лекозотан, способны улучшать определённые аспекты обучаемости и памяти, по крайней мере в опытах на крысах, и, как следствие, в настоящее время изучаются в качестве потенциальных кандидатов на лекарства для лечения болезни Альцгеймера.
Другие наблюдавшиеся в научных исследованиях результаты активации 5-HT₁A-рецепторов включают в себя:
- Уменьшение агрессивности[38][39]
- Повышение социальности и социальной активности[40]
- Уменьшение импульсивности[41]
- Уменьшение влечения к алкоголю и психоактивным веществам[42][43][44]
- Повышение либидо и сексуальной возбудимости[45][46]
- Угнетение эректильной функции[47][48]
- Снижение аппетита[49]
- Пролонгирование латентной фазы до наступления REM-фазы сна[50][51]
- Уменьшение вызываемой опиоидами депрессии дыхания.[52]

## Эндокринные эффекты 5-HT1A-рецептора
Активация 5-HT₁A-рецепторов вызывает секрецию различных гормонов, включая кортизол, АКТГ, окситоцин, пролактин, соматотропин, β-эндорфин. В отличие от 5-HT2-рецепторов, активация 5-HT₁A-рецепторов не оказывает влияния на секрецию вазопрессина или ренина. Предполагается, что секреция окситоцина может привносить свой вклад в просоциальные, антиагрессивные, анксиолитические эффекты, наблюдаемые при активации 5-HT₁A-рецепторов. Секреция β-эндорфина может привносить свой вклад в антидепрессивный, анксиолитический и анальгетический эффекты.

## Ауторецепторы и гетерорецепторы
Рецепторы (в том числе рецепторы подтипа 5-HT₁A) могут находиться на теле клетки, её дендритах, аксонах, а также могут находиться как на пресинаптической, так и на постсинаптической сторонах нервных окончаний и синапсов. Рецепторы, расположенные на теле, аксонах и дендритах, называются соматодендритными. Те, которые расположены на пресинаптической стороне синаптической щели, называют пресинаптическими, а те, которые расположены на постсинаптической стороне — соответственно, постсинаптическими. Рецепторы на пресинаптической стороне, которые чувствительны к тому же самому нейромедиатору, который высвобождается данным нейроном в данную синаптическую щель, называют [пресинаптическими] [тормозными], ауторегуляторными рецепторами (или просто [пресинаптическими] [тормозными] ауторецепторами). Эти пресинаптические ауторецепторы играют роль ключевого компонента в ультракороткой петле отрицательной обратной связи: выделение нейроном того или иного нейромедиатора стимулирует «тормозные» ауторецепторы на нём самом, вследствие чего ингибируется, предотвращается дальнейшее выделение этого нейромедиатора в синапс и/или активируется его обратный захват. Таким образом, стимуляция 5-HT₁A пресинаптических ауторецепторов ингибирует высвобождение серотонина в нервных окончаниях и синапсах. Ситуация осложняется ещё и тем, что пресинаптические (регуляторные) ауторецепторы чувствительнее постсинаптических (эффекторных) рецепторов, к тому же их на пресинаптической стороне больше (их плотность выше), поэтому для их активации достаточно меньшей концентрации серотонина (или другого агониста) в синапсе. Это эффективно ограничивает сверху максимально возможный выброс серотонина пресинаптической клеткой и максимально возможную серотонинергическую стимуляцию постсинаптической клетки в каждом конкретном случае. По этой причине агонисты 5-HT₁A-рецепторов имеют тенденцию к двухфазности кривой «доза-эффект». В малых дозах они преимущественно стимулируют более чувствительные и более обильно представленные пресинаптические 5-HT₁A-ауторецепторы, тем самым уменьшая высвобождение серотонина в синапс и в конечном итоге уменьшая серотонинергическую стимуляцию постсинаптических клеток и в целом серотонинергическую нейропередачу. А в более высоких дозах они ещё сильнее уменьшают выброс эндогенного серотонина (за счёт ещё более сильной активации пресинаптических ауторецепторов, а также за счёт включения других, менее чувствительных и более «длинных» петель обратной связи), но одновременно с этим усиливают активность постсинаптических 5-HT₁A-рецепторов, непосредственно стимулируя их в этих (высоких) концентрациях вместо эндогенного агониста — серотонина. Аналогичную двухфазность проявляют и некоторые антагонисты 5-HT₁A-рецепторов, например пиндолол — в малых дозах они преимущественно блокируют пресинаптические 5-HT₁A тормозные ауторецепторы, усиливая тем самым выброс серотонина в синапс и увеличивая серотонинергическую нейропередачу, а в больших дозах начинают блокировать также и постсинаптические 5-HT₁A-рецепторы, препятствуя действию эндогенного нейромедиатора серотонина и снижая серотонинергическую передачу.
Это опосредованное пресинаптическими тормозными ауторецепторами угнетение высвобождения серотонина в синапс постулировано в качестве одной из главных причин наличия характерной 2-3-недельной задержки проявления терапевтического действия серотонинергических антидепрессантов, таких, как СИОЗС, ТЦА, ИМАО. Пресинаптические ауторецепторы должны сначала в достаточной степени десенситизироваться (подвергнуться даунрегуляции), прежде чем концентрация серотонина в синапсах, во внеклеточном пространстве, сможет сколько-нибудь существенно вырасти под влиянием антидепрессантов. И хотя чувствительность пресинаптических ауторецепторов несколько уменьшается при длительном, хроническом лечении антидепрессантами, они всё равно остаются весьма эффективными ограничителями, предотвращающими значительное повышение концентрации серотонина в синапсах. По этой причине современные исследователи изыскивают антидепрессанты, которые бы сочетали свойства ингибиторов обратного захвата серотонина и антагонистов или парциальных агонистов пресинаптических 5-HT₁A-ауторецепторов (чтобы «выключать» этот мешающий механизм отрицательной обратной связи) и/или агонистов постсинаптических 5-HT₁A-рецепторов (чтобы эффективно обходить этот механизм, непосредственно стимулируя нужные рецепторы). Предполагается, что препараты, сочетающие такие свойства, могут обладать преимуществом в эффективности действия и/или в скорости наступления эффекта, или в частоте некоторых побочных эффектов (например, сексуальных) по сравнению с уже имеющимися антидепрессантами. Примерами таких препаратов являются вилазодон и вортиоксетин.
В отличие от большинства антидепрессантов, которые повышают уровень серотонина в синапсах только при достаточно длительном применении, а в начале терапии его даже снижают из-за срабатывания ауторегуляторных механизмов, серотонин-высвобождающие агенты (СВА), такие, как МДМА и фенфлюрамин, способны обходить серотониновые ауторегуляторные механизмы, такие, как 5-HT₁A-ауторецепторы. Они делают это благодаря прямому действию на механизмы высвобождения серотонина в нейронах, и вызывают выброс серотонина вне зависимости от ингибирования ауторецепторами. Вследствие этого, серотонин-высвобождающие агенты вызывают немедленное и значительно большее, чем при применении антидепрессантов, повышение уровня серотонина в синапсах. По контрасту с СВА, антидепрессанты, будь то СИОЗС, ИМАО или ТЦА, на самом деле в начале терапии обычно понижают уровень серотонина в синапсах из-за включения ауторегуляторных механизмов, и требуют нескольких недель терапии для того, чтобы уровень серотонина начал повышаться, и ещё нескольких недель для того, чтобы уровень серотонина достиг максимально возможного при данной дозе антидепрессанта «плато», и клинический эффект в отношении таких состояний, как депрессия или тревога, проявился в полной мере. По этой причине так называемые «селективные серотонин-высвобождающие агенты» (ССВА), такие, как MDAI и MMAI (модифицированные аналоги или производные МДМА) предложены в качестве возможных новых кандидатов в антидепрессивные лекарства с, вероятно, более быстрым наступлением эффекта и большей клинической эффективностью по сравнению с существующими антидепрессантами.
Достаточно высокие дозы агонистов 5-HT1A-рецепторов также могут эффективно обходить вызываемое пресинаптическими 5-HT₁A-ауторецепторами ингибирование высвобождения серотонина и увеличивать серотонинергическую нейропередачу, непосредственно стимулируя постсинаптические (эффекторные) 5-HT₁A-рецепторы, вместо серотонина. Однако, по контрасту с СВА, агонисты 5-HT₁A-рецепторов не в состоянии обойти ингибирующие эффекты пресинаптических 5-HT₁A-рецепторов, расположенных в качестве гетерорегуляторных рецепторов (гетерорецепторов) в не-серотонинергических синапсах (например, в норадренергических, дофаминергических или глутаматергических), в которых постсинаптических 5-HT₁A-рецепторов нет. В этих синапсах в норме серотонин ингибирует через 5-HT₁A гетерорецепторы высвобождение других медиаторов, таких, как норадреналин, дофамин или глутамат. Агонисты 5-HT₁A-рецепторов делают то же самое вместо серотонина. Клиническое значение этого гетеро-ингибирования неизвестно, однако предполагается, что оно должно ограничивать клиническую эффективность «чистых» 5-HT₁A-агонистов и их применимость в реальной практике (а не в экспериментах на животных) в качестве антидепрессантов. Вероятно, для того, чтобы быть эффективным антидепрессантом, препарат должен, помимо 5-HT₁A-агонистической активности, обладать ещё и другими полезными для антидепрессанта свойствами (например, ингибировать обратный захват моноаминов или быть агонистом либо антагонистом ещё каких-то подтипов серотониновых рецепторов, как вилазодон или вортиоксетин). Вместе с тем, относительно «чистые» 5-HT₁A-агонисты (такие, как буспирон) или средства, обладающие среди прочих свойств 5-HT₁A-агонистической активностью (ряд атипичных антипсихотиков, особенно арипипразол, а также йохимбин, лизурид) могут быть эффективны в качестве адъюванта (дополнения) к традиционным антидепрессантам, для усиления (потенцирования) их действия и/или ускорения наступления эффекта, то есть в качестве потенцирующих агентов (аугментаторов).